# ВК Наис
ВК Наис је српски ватерполо клуб из Ниша. Тренутно се такмичи у Првој А лиги Србије.

## Историја

### Имена клуба кроз историју
| Година     | Име клуба (насеље)  |
| ---------- | ------------------- |
| 1994–2001. | ВК Ниш (Ниш)        |
| 2001–2006. | ВК Ниш Класик (Ниш) |
| 2006–2011. | ВК Ниш (Ниш)        |
| 2011–      | ВК Наис (Ниш)       |

### ВК Ниш
Деценијама град Ниш није имао клубове и спортске организације у спортовима на води. Тек спорадично, на базенима који су радили само током летње сезоне, било је покушаја, али не и много запажених успеха на плану пливања. Али, када је почетком деведесетих година прошлог века у склопу Спортског центра „Чаир” саграђен и отворен комплекс затворених базена са свим потребним садржајима, муњевитом брзином формирани су ватерполо, пливачки и клуб за синхроно пливање.
ВК Ниш основан је као ватерполо секција пливачког клуба Свети Никола 1994. године. Од оснивања такмичио се у најнижем рангу такмичења, Српској лиги, у којој је у сезони 1994/95. освојио прво место и пласирао се у виши ранг такмичења. У сезони 1995/96 осваја прво место у Другој Б лиги, и пласира се у Прву А лигу, у којој у сезони 1996/97 заузима седмо место, и такмичи се до 1999. године. Те године због финансијских тешкоћа распушта се први тим, а у клубу остају само млађе категорије. Тако је било до 2001. године, када се реактивира сениорски тим под називом ВК Ниш Класик, који исте године преко Српске лиге и Прве Б лиге долази до Прве А лиге.
Наредне три сезоне ВК Ниш Класик заузима место у врху домаћег ватерпола и такмичи се у европским такмичењима. Клуб је водио истакнути тренер Ненад Манојловић. У сезони 2002/03. ВК Ниш Класик освојио је четврто место у домаћој лиги и изборио пласман у ЛЕН купу. У овом европском такмичењу, које је друго по рангу, после Евролиге, у сезони 2003/04 нишки клуб стигао је до полуфинала. Бољи од ВК Ниша био је грчки клуб Вулијагмени. У СЦ Чаир било је 7:5 за ВК Ниш, док је у другој утакмици славио грчки клуб са 10:6 и тако прошао у финале.
Сезона 2003/04. била је најбоља сезона у историји клуба. Поред полуфинала у ЛЕН купу, нишки ватерполо клуб освојио је друго место у домаћем првенству, а прво место припало је херцеговачком Јадрану. У Купу Србије и Црне Горе, ватерполисти Ниша испали су у полуфиналу, бољи од њих био је клуб из Херцег Новог. На свом терену ВК Ниш је славио са 8:7, док су у гостима изгубили са 10:8. У сезони 2004/05 ВК Ниш наступао је у Евролиги, али без већих успеха.
Након завршетка сезоне 2004/05. ВК Ниш Класик упада у финансијске проблеме, клуб напуштају најбољи играчи, а одлази и тренер Ненад Манојловић. Такође у ЛЕН купу клуб је наступао 2005/06, 2007/08 и 2009/10. У сезони 2008/09. ватерполисти Ниша освојили су треће место у Првенству Србије.

### ВК Наис
Током лета 2011. ВК Ниш је угашен, а Скупштина тог клуба је формирала нови клуб под именом ВК Наис. Сезону 2011/12. Наис је завршио на последњем једанаестом месту у Првој Б лиги Србије. Наредна сезона је била далеко успешнија, Наис је постао првак Прве Б лиге и тиме обезбедио бараж за улазак у Прву А лигу. У баражу са састао са београдским Сингидунумом, осмопласираним клубом из Прве А лиге, а Наис је победио у оба меча (13:12 у гостима и 5:4 код куће) и обезбедио пласман у Прву А лигу.

## Успеси

### Национална такмичења
- Национално првенство
  - Прва лига СР Југославије
    - Други (1): 2003/04.

  - Прва А лига Србије
    - Трећи (1): 2008/09.

### Међународна такмичења
- ЛЕН куп:
  - Полуфинале (1): 2003/04.